# Goodwill Games 1994/Handball
Bei den Goodwill Games 1994 wurde ein Handballturnier von sechs Nationalmannschaften der Männer ausgetragen. Es fand vom 22. bis 27. Juli 1994 in Sankt Petersburg in Russland statt. Sieger wurde erstmals die Französische Männer-Handballnationalmannschaft.

## Turnierverlauf

### Gruppe A
Legende
| Pl. | Land       | Sp. | S | U | N | Tore    | Diff. | Punkte |
| --- | ---------- | --- | - | - | - | ------- | ----- | ------ |
| 1.  | Frankreich | 2   | 2 | 0 | 0 | 055:460 | +9    | 4      |
| 2.  | Südkorea   | 2   | 1 | 0 | 1 | 048:510 | −3    | 2      |
| 3.  | Schweden   | 2   | 0 | 0 | 2 | 045:510 | −6    | 0      |

Anmk.: Bei Punktgleichheit entschied der direkte Vergleich, dann das Torverhältnis.
| 22. Juli 1994 | Frankreich | 28:24 | Südkorea | Sankt Petersburg, Russland |
| 22. Juli 1994 |            |       |          | Sankt Petersburg, Russland |
| 22. Juli 1994 |            |       |          | Sankt Petersburg, Russland |

| 24. Juli 1994 | Südkorea      | 24:23   | Schweden                        | Sankt Petersburg, Russland |
| 24. Juli 1994 |               | (12:11) | meiste Tore: Niklas Simonsson 5 | Sankt Petersburg, Russland |
| 24. Juli 1994 | Tore Schweden |         |                                 | Sankt Petersburg, Russland |

| 25. Juli 1994 | Frankreich    | 27:22   | Schweden                       | Sankt Petersburg, Russland |
| 25. Juli 1994 |               | (14:11) | meiste Tore: Johan Petersson 5 | Sankt Petersburg, Russland |
| 25. Juli 1994 | Tore Schweden |         |                                | Sankt Petersburg, Russland |

### Gruppe B
Legende
| Pl. | Land               | Sp. | S | U | N | Tore    | Diff. | Punkte |
| --- | ------------------ | --- | - | - | - | ------- | ----- | ------ |
| 1.  | Russland           | 2   | 2 | 0 | 0 | 058:410 | +17   | 4      |
| 2.  | Spanien            | 2   | 1 | 0 | 1 | 056:350 | +21   | 2      |
| 3.  | Vereinigte Staaten | 2   | 0 | 0 | 2 | 028:660 | −38   | 0      |

Anmk.: Bei Punktgleichheit entschied der direkte Vergleich, dann das Torverhältnis.
| 22. Juli 1994 | Russland                       | 25:23  | Spanien                     | Sankt Petersburg, Russland |
| 22. Juli 1994 | meiste Tore: Dmitri Filippow 8 | (12:9) | meiste Tore: Jesús Olalla 5 | Sankt Petersburg, Russland |
| 22. Juli 1994 | Spielbericht                   |        |                             | Sankt Petersburg, Russland |

| 24. Juli 1994 | Russland | 33:18 | Vereinigte Staaten | Sankt Petersburg, Russland |
| 24. Juli 1994 |          |       |                    | Sankt Petersburg, Russland |
| 24. Juli 1994 |          |       |                    | Sankt Petersburg, Russland |

| 25. Juli 1994 | Spanien                      | 33:10  | Vereinigte Staaten       | Sankt Petersburg, Russland |
| 25. Juli 1994 | meiste Tore: Ricardo Marín 7 | (16:6) | meiste Tore: Matt Ryan 3 | Sankt Petersburg, Russland |
| 25. Juli 1994 | Spielbericht                 |        |                          | Sankt Petersburg, Russland |

### Halbfinale
| 26. Juli 1994 | Russland | 25:22 | Südkorea | Sankt Petersburg, Russland |
| 26. Juli 1994 |          |       |          | Sankt Petersburg, Russland |
| 26. Juli 1994 |          |       |          | Sankt Petersburg, Russland |

| 26. Juli 1994 | Frankreich                                                   | 25:25 n. V.      | Spanien                     | Sankt Petersburg, Russland |
| 26. Juli 1994 | meiste Tore: Stéphane Stoecklin, François-Xavier Houlet je 5 | (10:10), (20:20) | meiste Tore: Jesús Olalla 7 | Sankt Petersburg, Russland |
| 26. Juli 1994 | Spielbericht                                                 |                  |                             | Sankt Petersburg, Russland |

### Spiel um Platz 5
| 26. Juli 1994 | Schweden                       | 29:25   | Vereinigte Staaten       | Sankt Petersburg, Russland |
| 26. Juli 1994 | meiste Tore: Johan Petersson 7 | (13:11) | meiste Tore: Matt Ryan 7 | Sankt Petersburg, Russland |
| 26. Juli 1994 | Spielbericht                   |         |                          | Sankt Petersburg, Russland |

### Spiel um Platz 3
| 27. Juli 1994 | Spanien                                       | 29:25   | Südkorea                        | Sankt Petersburg, Russland |
| 27. Juli 1994 | meiste Tore: Ricardo Marín, Jesús Olalla je 5 | (16:14) | meiste Tore: Yoon Kyung-shin 10 | Sankt Petersburg, Russland |
| 27. Juli 1994 | Spielbericht                                  |         |                                 | Sankt Petersburg, Russland |

### Finale
| 27. Juli 1994 | Frankreich | 22:20 | Russland | Sankt Petersburg, Russland |
| 27. Juli 1994 |            |       |          | Sankt Petersburg, Russland |
| 27. Juli 1994 |            |       |          | Sankt Petersburg, Russland |

## Platzierungen
| Rang | Mannschaft         | Kader |
| ---- | ------------------ | --- |
| 1    | Frankreich         | Philippe Gardent, Christian Gaudin, François-Xavier Houlet, Guéric Kervadec, Denis Lathoud, Patrick Lepetit, Bruno Martini, Gaël Monthurel, Thierry Perreux, Éric Quintin, Jackson Richardson, Philippe Schaaf, Stéphane Stoecklin. Trainer: Daniel Costantini.                                                                                  |
| 2    | Russland           | Andrei Lawrow, Igor Wassiljew, Wladimir Grinich, Pawel Guskow, Oleg Kuleschow, Dmitri Kuselew, Andrej Antonewitsch, Stanislaw Kulintschenko, Alexander Kalmikow, Alexei Demidow, Dmitri Torgowanow, Pawel Sukosjan, Andrei Plachotin, Wjatscheslaw Gorpischin, Sergei Pogorelow, Dmitri Filippow, Alexander Kalmykow. Trainer: Wladimir Maximow. |
| 3    | Spanien            | David Barrufet, Juan Domínguez Munaiz, Salvador Esquer, Jaime García Lloret, José Javier Hombrados, Jesús Olalla, Iñaki Ordoñez, Antonio Carlos Ortega, Juan Panadero Alcala, Joaquin Soler Teruel, Aitor Etxaburu, Ricardo Marín, Demetrio Lozano, Alberto Urdiales, Fernando Barbeito. Trainer: Cruz Maria Ibero.                              |
| 4    | Südkorea           | Chung Kang-Wook, Back Sang-Sun, Huh Young-Sun, Cho Young-Shin, Lee Sang-Sup, Jung Joo-Sung, Lee Sun-Sun, Cho Chi-hyo, Lee Hak-Myun, Lee Suik-Houng, Yoon Kyung-shin, Moon Byun-Wook, Lee Sok-Wang, Lee Ki-Ho, Cho Bum-Yon. Trainer: Kim Seong-heon.                                                                                              |
| 5    | Schweden           | Jan Stankiewicz, Niklas Simonsson, Lars Olsson, Henrik Andersson, Conny Johansson, Thomas Sivertsson, Umberto Brajkovic, Nicklas Martinsson, Pelle Linders, Tony Hedin, Magnus Weberg, Marcus Lindblad, Andreas Larsson, Mattias Wistedt, Johan Petersson, Anders Lindqvist. Trainer: Bengt Johansson.                                           |
| 6    | Vereinigte Staaten | Daniel Hennessy, Dennis Fercho, Thomas Fitzgerald, Joseph Fitzgerald, Steven Penn, Derek Brown, Gregory Caccia, Matthew Ryan, Luke Travins, Timothy Ammer, Kevin Withrow, Michael Jones, Michael Thronberry, Mark Schmocker, David DeGraaf. Trainer: Vojtěch Mareš.                                                                              |